# 师夜光
師夜光（?—?），唐玄宗朝时僧人。
師夜光是薊州（治所在今天津市蓟州区）人。小时候出家为僧。来到長安，通过九仙公主进入温泉宮（華清宮）被玄宗召見。玄宗赏识他的口才，授任他为四門博士。赐给绯衣、银鱼、金缯，侍奉皇帝左右，如同幸臣。
師夜光自称能看見鬼，唐玄宗召張果坐在密室里，派師夜光去看，他却看不到張果在哪里。

## 传記資料
- 《新唐書》卷二百四 列传第百二十九 「方技 張果传」